# Estació de Zona Universitària (Trambaix)
|  | Per a l'estació del metro de Barcelona vegeu Estació de Zona Universitària |

Zona Universitària és una estació de les línies T1, T2 i T3 de la xarxa del Trambaix situada sobre el carrer d'Adolf Florensa, a la cantonada d'aquest amb l'Avinguda Diagonal, al districte de les Corts de Barcelona i es va inaugurar el 3 d'abril de 2004 amb l'obertura del Trambaix.
L'estació del Tram es troba a prop de l'estació de Zona Universitària de la L3 i la L9 Sud però es troben a una certa distància, que fa que no hi hagi un transbord directe entre ambdues.
| Trambaix               |             |                               |                  |                        |
| Procedència/Destinació | <           | Línia                         | >                | Procedència/Destinació |
| Francesc Macià         | Palau Reial |                               | Avinguda de Xile | Bon Viatge             |
| Francesc Macià         | Palau Reial | Llevant - les Planes          | Avinguda de Xile |                        |
| Francesc Macià         | Palau Reial | Sant Feliu - Consell Comarcal | Avinguda de Xile |                        |